# Église Saint-Paul-Saint-Louis
De Église Saint-Paul-Saint-Louis (Sint-Paul-Sint-Lodewijkskerk) is een rooms-katholieke kerk in de Franse hoofdstad Parijs, gesitueerd aan de rue Saint-Antoine in de wijk Le Marais in het 4e arrondissement. Het gebouw werd tussen 1627 en 1641 gebouwd door de jezuïtische architecten Étienne Martellange en François Derand, op bevel van koning Lodewijk XIII. De kerk grenst aan het - eveneens door jezuïeten gebouwde - Lycée Charlemagne.

## Geschiedenis

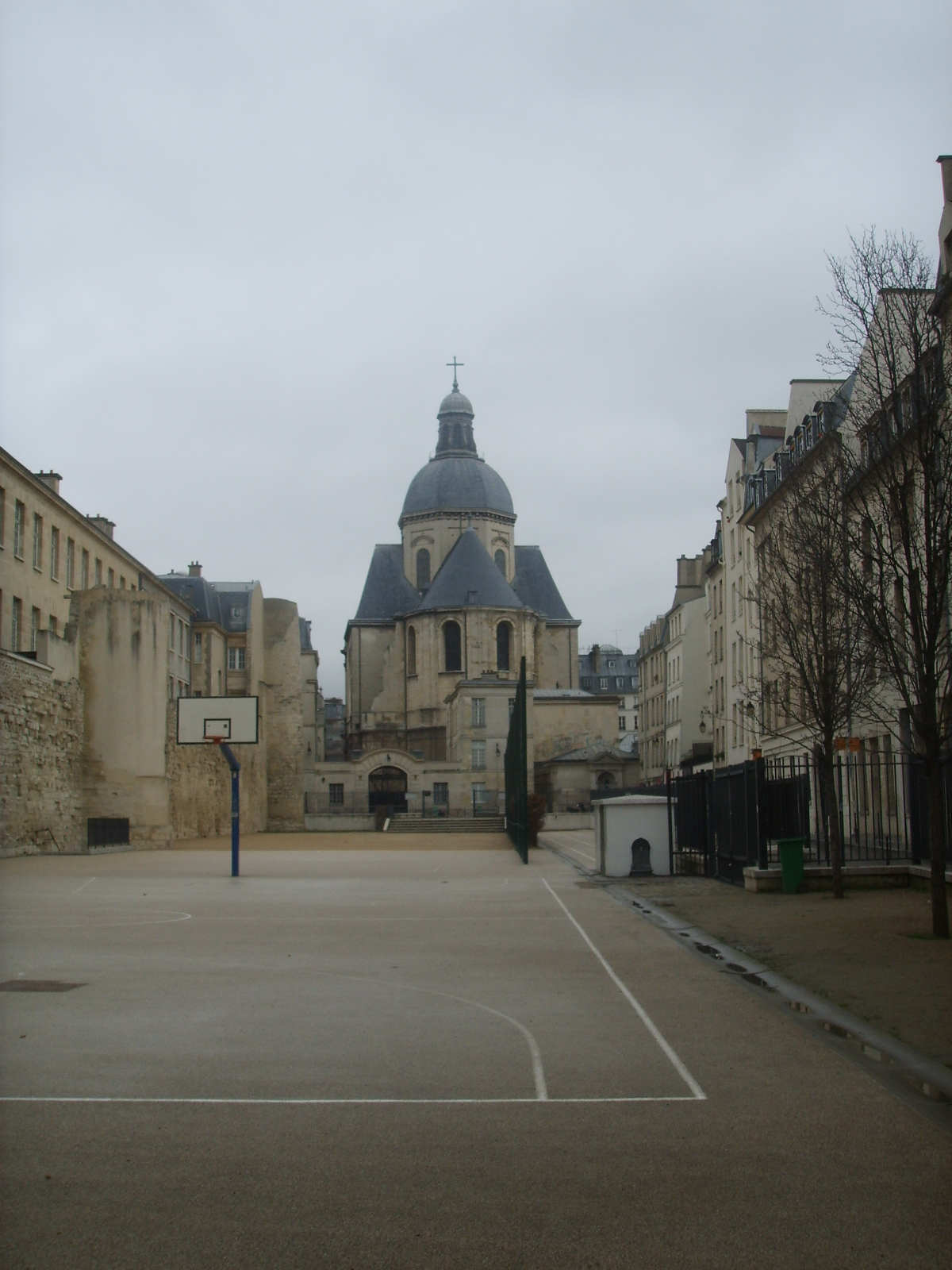
Achterzijde van de kerk

De eerste kerk die op deze locatie gebouwd werd droeg de naam van Paulus de Heremiet, een kennis van Antonius van Egypte. De kerk hoorde bij het Eligiusklooster, opgericht door de heilige Eligius en Dagobert I. Dit klooster stond op de plaats waar nu het Parijse Paleis van Justitie staat. Vanaf daar begaf men zich per bootje naar de begraafplaats van de gemeenschap, waar de monniken werden begraven. Deze begraafplaats is in de loop der tijd in de vergetelheid geraakt en bestaat nu niet meer.
De eerste steen van de huidige kerk werd gelegd door koning Lodewijk XIII in 1627. De kerk was bedoeld als thuisbasis voor de jezuïeten, en werd in het begin Église Saint-Louis de la Maison Professe des Jésuites (Sint-Lodewijk van het Belijdenishuis der Jezuïetenkerk) genoemd, refererend aan het aangrenzende Maison Professe des Jésuites
In mei 1641 werd de eerste mis opgedragen door kardinaal de Richelieu. Jacques Bénigne Bossuet sprak de gebeden. De bekende jezuïtische prediker Louis Bourdaloue verkondigde hier tussen 1670 en 1693 tijdens de vastentijd en de advent zijn beroemde zedenpreken, hierbij geholpen door Madame de Sévigné. Bourdaloue is begraven in de crypte onder de kerk. Tussen 1688 en 1698 was Marc-Antoine Charpentier als organist verbonden aan de Saint-Paul. Andere bekende musici uit deze periode die in de kerk speelden waren onder anderen Jean-Philippe Rameau, André Campra en Louis Marchand.
Toen de jezuïetenorde in 1762 werd opgeheven door het Parlement van Parijs werd de kerk overgedragen aan de kanunniken van Sainte-Catherine-du-Val-des-Ecoliers. Op 2 september 1792 werden vijf priesters in de Saint-Paul vermoord tijdens de Septembermoorden (in de kerk is nog steeds een herdenkingsplaque te vinden). Op deze datum betrok de Culte de la Raison et de l'Être suprême de kerk. In 1802 werd het gebouw, als gevolg van het Concordaat van 15 juli 1801 weer teruggegeven aan het katholieke geloof.

## Architectuur

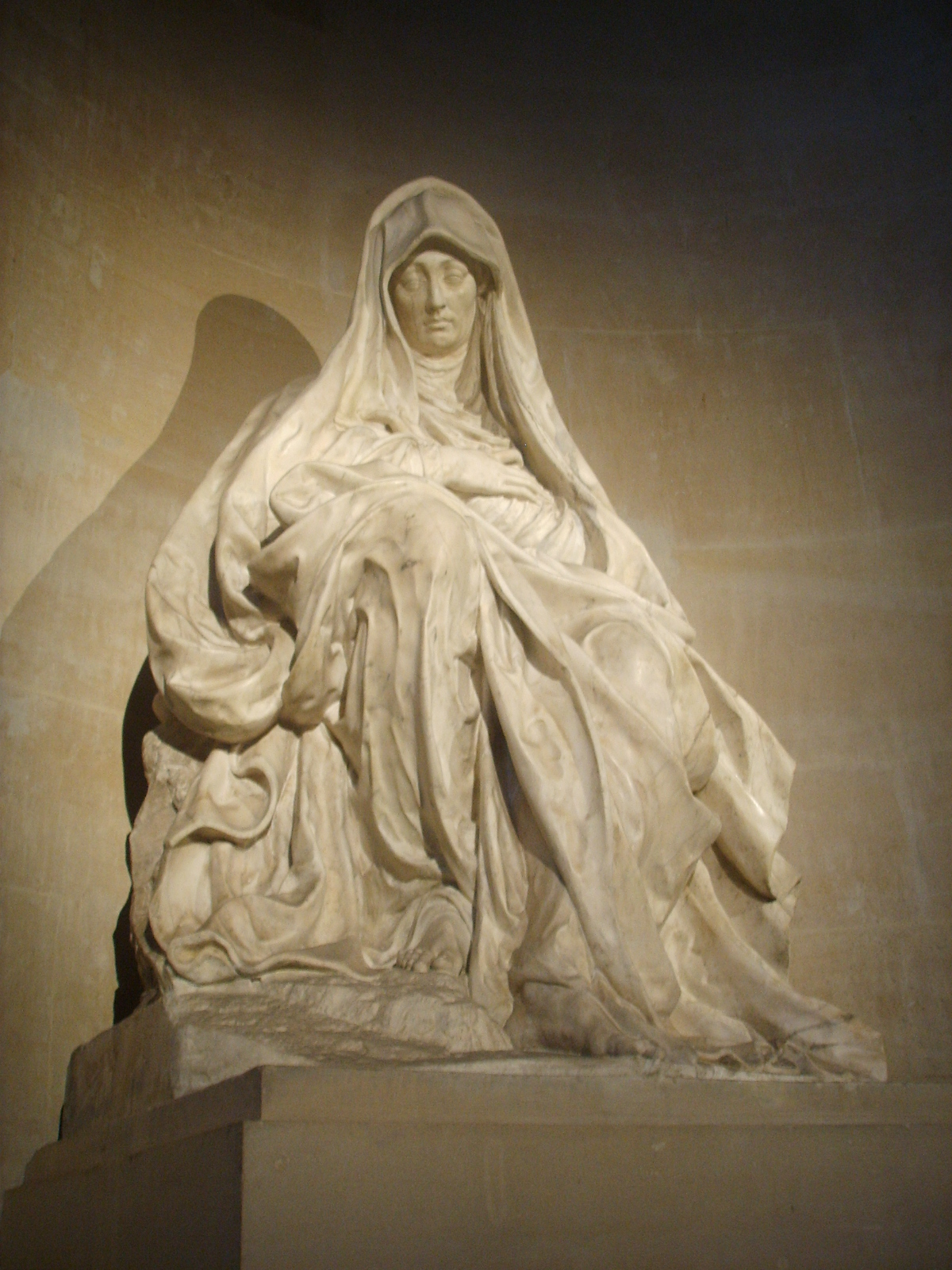
La vierge del Douleur van Germain Pilon (1586).

In de Saint-Paul zijn zowel Italiaanse als Franse elementen terug te vinden. Het gebouw wordt weleens vergeleken met de Il Gesù in Rome, maar die is zowel in lengte als hoogte groter. Het ontwerp in de vorm van een Latijns kruis, de kleine dwarsbeuken, de korte apsis, de hoge ramen waardoor veel licht binnenkomt en de koepel op het kruispunt van de beuken zijn allen elementen van de vroeg-Italiaanse architectuur, zoals de gebouwen van Carlo Maderno. De hoogte (de koepel is meer dan 55 meter hoog) doet echter meer denken aan de Franse gotiek.
De façade is ook gebouwd in Italiaanse stijl, maar met de breedte en de versieringen zijn er ook Franse en Nederlandse ontwerpen in terug te vinden. De belangrijkste inspiratiebron voor het ontwerp was waarschijnlijk de façade van de Église Saint-Gervais-Saint-Protais, gebouwd in 1618 door Salomon de Brosse. De zuilen zijn naar Korinthisch ontwerp.

### Bezienswaardigheden
- Eugène Delacroix: Le Christ en agonie au jardin des oliviers (Schilderij in romantische stijl)
- Germain Pilon (beeldhouwer van koningstombes in de 16e eeuw): Vierge douloureuse
- Een plaque ter herdenking aan de slachting van vijf priesters tijdens de Septembermoorden van de Franse Revolutie.